# Варс, Хенрик
Хенрик Варс (пол. Henryk Wars, настоящее имя и фамилия Хенрик Варшавский пол. Henryk Warszawski, во время пребывания в СССР — Генрих Осипович Варшавский, после 1947 Хенри Варс англ. Henry Vars; 29 декабря 1902, Варшава — 1 сентября 1977, Лос-Анджелес, США) — польский и американский композитор, пианист, один из зачинателей польского джаза, дирижёр.

## Биография
Родился в музыкальной еврейской семье: его сестра Йозефина была певицей в Варшавской опере и театре Ла Скала, другая сестра Паулина — пианисткой. Сам он с детства играл на фортепиано, хотя мечтал стать художником, и даже в течение двух лет обучался живописи в Варшавской академии изобразительного искусства. На школьном концерте, где Варс дирижировал оркестром его увидел популярный столичный композитор Эмиль Млынарский, который был восхищен молодым музыкантом и назначил ему персональную стипендию для обучения в музыкальной консерватории.
Окончил Варшавскую консерваторию по классу композиции и дирижёрства профессора Романа Статковского. Ещё будучи студентом аккомпанировал артистам театра-кабаре «Морское Око». Некоторое работал на заводе грамзаписи Syrena Record.
Желание Хенрика Варса создавать симфоническую музыку  не исполнилось и он начал писать лёгкую музыку.
В период с 1925 по 1939 гг. Варс стал одним из самых популярных польских композиторов, создававших эстрадную,  джазовую, танцевальную музыку и музыку для музыкальных Ревю.
В 1926 г. написал свою первую эстрадную песенку "New York Times". Первой получивший успех композицией стала мелодия «Станцуем танго» (Zatańczmy tango). Слова к его песням писали Юлиан Тувим, Марьян Хемар, Эмануэль Щлехтер, Анджей Власт и др. Исполнителями были популярные в Польше Ганка Ордонувна, Евгениуш Бодо и др. В конце 20-х композитора уже стали называть королём польского джаза.
Затем композитор надолго связал свою жизнь с кино. Всего им написана музыка к 95 предвоенным польским фильмам, в том числе к первому звуковому кинофильму «В Сибирь» (Na Sybir) (1930).
Участник Второй мировой войны. В сентябре 1939 был взят в плен немецкой армией, но во время транспортирования военнопленных бежал из поезда. Добрался до Львова в 1940. Здесь включился в музыкальную жизнь и организовал первый Львовский теа-джаз (театральный джаз) при Львовской филармонии, основанный на смеси музыки с театром, опереттой, большую роль в котором играли вокальные номера и элемент представления, Биг Бэнд.
Во Львове вновь зазвучали его популярные мелодии Договорился с ней на девять (Umówiłem się z nią na dziewiątą), «Влюбленный вор» (Zakochany złodziej), «Хладнокровная дрянь» (Zimny drań), и хит довоенного польского Львова, гимн батяров — «Только во Львове» (Tylko we Lwowie) (из кинофильма «Бродяги» (1939) с необыкновенно популярными радиоведущими Szczepko (Степаном) и Tońko (Антонином)).
После начала Великой Отечественной войны был эвакуирован в Ташкент, позже через Москву, вместе с другими польскими беженцами и заключенными трудовых лагерей попал во II корпус армии генерала Андерса, при котором был организован эстрадный театр «Polish Parade». Коллектив с музыкальным оркестром под руководством Варса выступал во время войны перед персидским шахом М. Р. Пехлеви, во дворце короля Египта Фарука I, а затем в Монтекассино.
После демобилизации поселился в США. Там, первоначально дела Варса не сложились, в течение семи лет он не заработал ни цента и жил на иждивении своей жены - модельера Эльжбеты.
В 1954 году начал работать с Кинопродюсерами в Голливуде. Работает с Джоном Уэйном, затем на киностудиях Paramount Pictures, Warner Bros., Metro-Goldwyn-Mayer — написал музыку к 39 фильмам, в том числе в течение 6 лет создавал музыку к ТВ-сериалу «Мой друг дельфин» (Флиппер (телесериал, 1964) и сериалу «Дактари» (1966 — 1969). Его песни включали в свой репертуар Бинг Кросби, Бренда Ли и Дорис Дэй.
Хенрик Варс создавал также классическую музыку для симфонических поэм, балета, концертино.

## Песни и мелодии
- A mnie w to graj
- A u mnie siup, a u mnie cyk
- Ach, jak przyjemnie
- Ach, śpij kochanie 1938,
- Będzie lepiej 1936
- Dobranoc, oczka zmruż 1939,
- Jak pani się ten pan podoba
- Jak za dawnych lat
- Już nie mogę dłużej kryć 1937,
- Już nie zapomnisz mnie 1938,
- Już taki jestem zimny drań 1934,
- Kocha, lubi, szanuje
- Kocham 1931,
- Maleńka Jenny 1932,
- Miłość ci wszystko wybaczy 1933,
- My dwaj, obacwaj 1936,
- Na cześć młodości 1939,
- Na pierwszy znak 1933,
- New York Times 1928,
- Nic o Tobie nie wiem 1939,
- Nic takiego 1935,
- O, Key 1934,
- On nie powróci już
- Panie Janie (в стиле джаза)1938,
- Piosenka o zagubionym sercu
- Płomienne serca1930,
- Reformy pani minister 1937,
- Serce Batiara 1939,
- Sexapil 1937,
- Szczęście raz się uśmiecha
- Tak cudnie mi 1937,
- Tyle miłości 1933,
- Tylko Ty
- Tylko we Lwowie 1939,
- Tylko z Tobą i dla Ciebie 1934,
- Umówiłem się z nią na dziewiątą 1937,
- W hawajską noc
- Zakochany złodziej
- Zapomnisz o mnie
- Zatańczmy tango
- Złociste włoski 1933,
- Zrób to tak